# Вологодское кружево

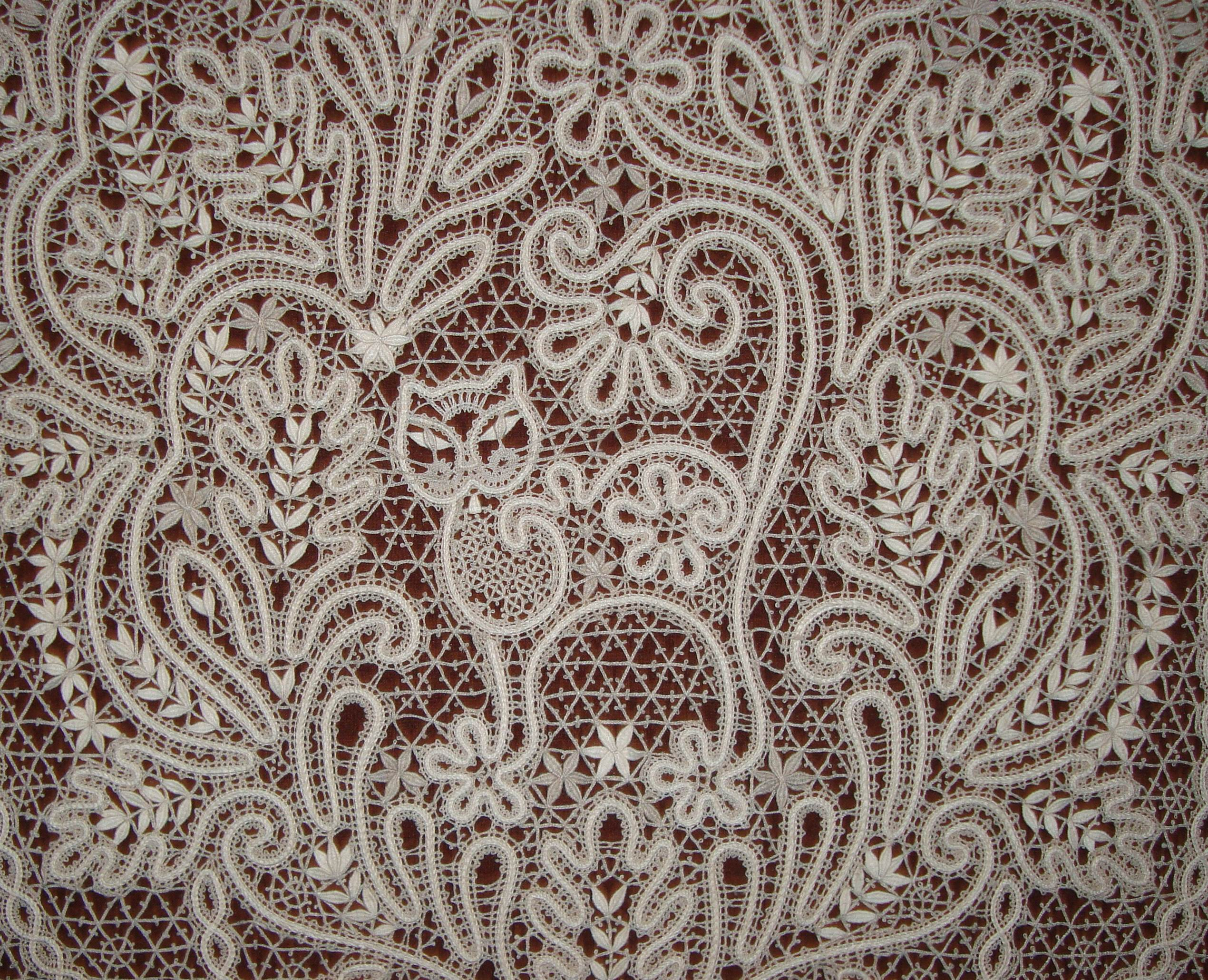
Фрагмент кружева «Лукоморье» по мотивам поэмы А. С. Пушкина «Руслан и Людмила»

Волого́дское кру́жево — вид русского кружева, плетённого на коклюшках (деревянных палочках); распространённый в Вологодской области. В Россию техники плетения кружева были привезены из Италии.
Все основные изображения в сцепном вологодском кружеве выполняются плотной, непрерывной, одинаковой по ширине, плавно извивающейся полотняной тесьмой, («вилюшкой» называют бесконечно тянущуюся гибкую узкую ленту-полотнянку); они чётко вырисовываются на фоне узорных решёток, украшенных насновками в виде звёздочек и розеток.
Для изготовления вологодского кружева требуется: подушка-валик; коклюшки (можжевеловые или берёзовые); булавки; сколок.
Типичный материал для вологодских кружев — лён, отбелённый или суровый.
В XVII веке кружевницы осваивали методику плетения кружев с использованием серебряных и золотых нитей, изготовленных из волочёной проволоки или из шёлковой нити-сердечника, обвитой металлической нитью (металлическое кружево).

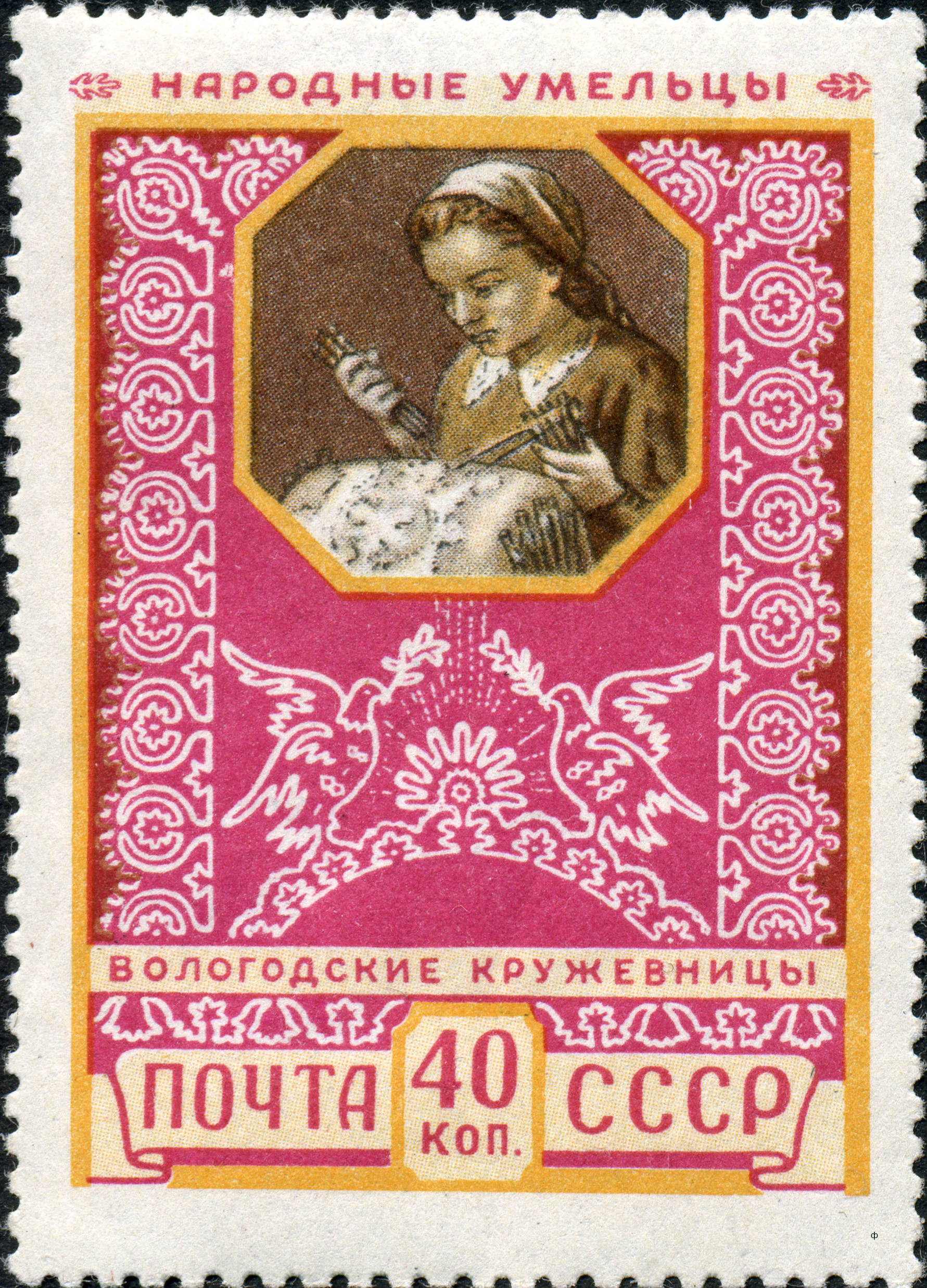
Вологодские кружевницы на почтовой марке 1957 год

## История
Вологодское кружевоплетение восходит к XVI—XVII вв., но как промысел существует с первой четверти XIX века. Кружево зародилось в Европе, а наиболее древними центрами кружевоплетения считаются Италия и Фландрия. В России начало промысла относится к 1820 году, когда близ Вологды в имениях помещиков крепостные стали вплетать отделки к платьям и белью, подражая западноевропейским.

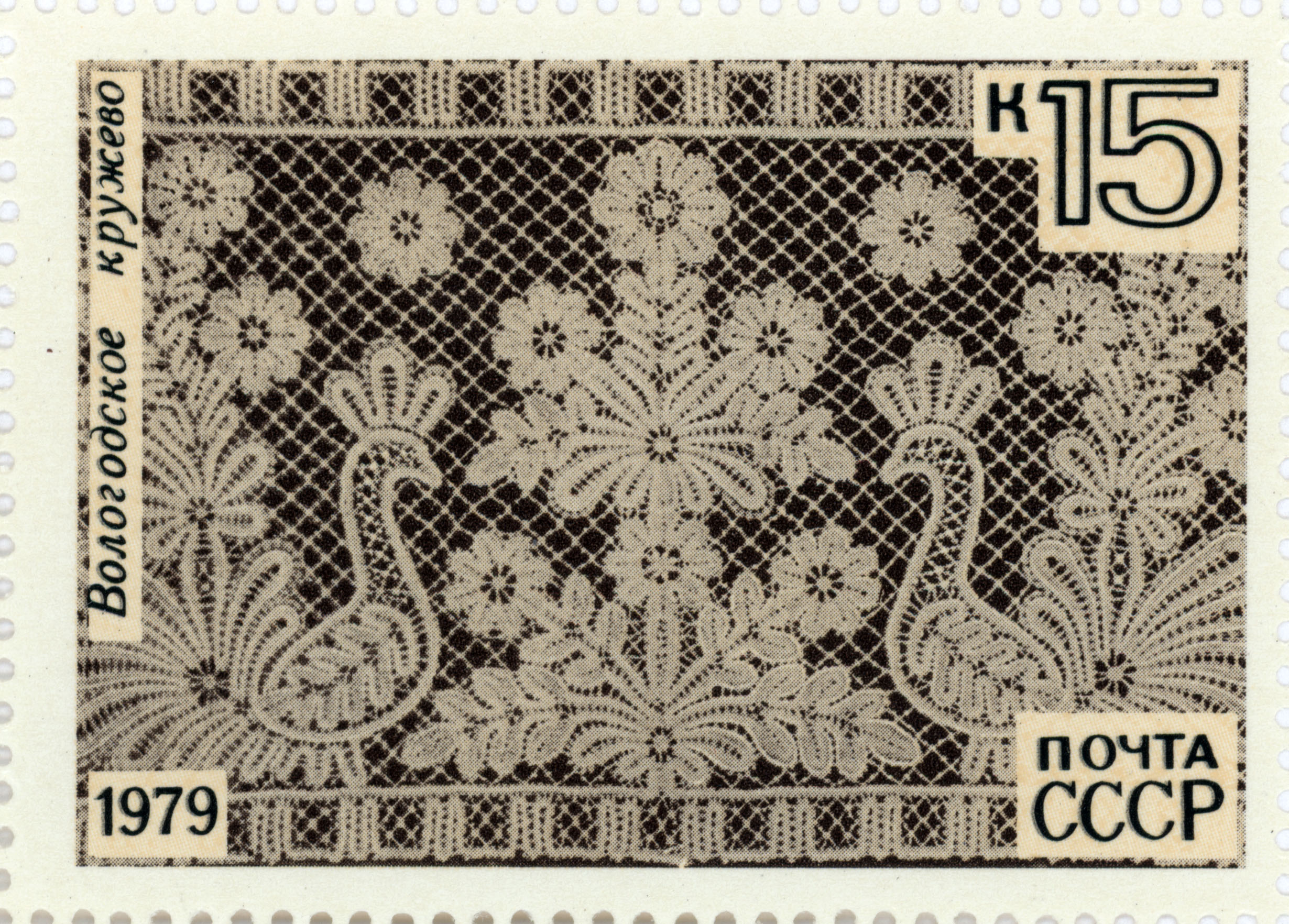
Почтовая марка СССР, 1979 год

По официальным исследованиям С. А. Давыдовой установлено, что во времена крепостного права во всех значимых помещичьих усадьбах губернии находились кружевные «фабрики», поставлявшие кружевные изделия в Санкт-Петербург и Москву. И одна из таких фабрик была основана помещицей Засецкой в трёх верстах от Вологды в селе Ковырино не позднее 20-х годов XIX века. Там крепостные выплетали тончайшее кружево для отделки платьев и белья, подражая западноевропейским узорам. Со временем из помещичьих мастерских плетение кружев переместилось в народную среду и стало одним из видов народного искусства, отражавшего запросы и вкусы широких кругов местного населения.
Развитию кружевоплетения в XIX веке способствовали талантливые выпускницы Мариининской практической школы кружевниц Петербурга — Анфия Фёдоровна и Софья Петровна Брянцевы, Рахиль Фиолетова и Анна Чурина; вместе они обучили свыше тысячи местных мастериц.
В 1893 году в Вологодской губернии кружевным промыслом занимались 4000 мастериц, в 1912 году — 40 000.
В 1928 году в Вологде была создана профессионально-техническая школа кружевниц.
В 1930 году создан Вологодский кружевной союз, в 1935 году — художественная лаборатория при Вологодском кружевосоюзе.
В 30-е годы XX века в кружеве появились изображения, отражающие советскую действительность.
До 40-х годов XX века преобладало мерное кружево для отделки белья, позднее основными стали штучные изделия — дорожки, салфетки, нарядные съёмные детали женской одежды — воротнички, жабо, пелерины, шарфы, галстуки, перчатки и пр.
В 1960 году было организовано Вологодское кружевное объединение «Снежинка», на котором изготовляются мерные кружева, покрывала, салфетки, занавеси, а также уникальные выставочные образцы по эскизам художников А. А. Кораблёвой, М. А. Гусевой и др. Среди мастериц-художниц объединения — В. Д. Веселова, М. Н. Груничева, В. Н. Ельфина, К. В. Исакова, Э. Я. Хумала, В. Н. Пантелеева, В. В. Сибирцева.
Вологодские кружева неоднократно получали на выставках высшие награды: золотую медаль на Международной выставке современных декоративных и промышленных искусств в Париже в 1925 году, Гран-при в Париже в 1937 году, золотую медаль в Брюсселе в 1958 году Тогда же, на выставке в Брюсселе, был отмечен высшей наградой Гран-при кружевной вологодский занавес «Русские мотивы».

## Экспонирование
3 ноября 2010 года в Вологде, в здании бывшего Госбанка на Кремлёвской площади, 12, открылся Музей кружева. Общая площадь музея составляет 1400 м², а экспозиционная — 600 м². В основной экспозиции представлены более 500 предметов, рассказывающих об основании и развитии этого традиционного художественного промысла Вологодчины.
Ознакомиться с экземплярами вологодского кружева можно в Вологодском музее-заповеднике, Вологодском музее кружева, Всероссийском музее декоративно-прикладного и народного искусства, а также в музее кружевной фирмы «Снежинка».

## Галерея

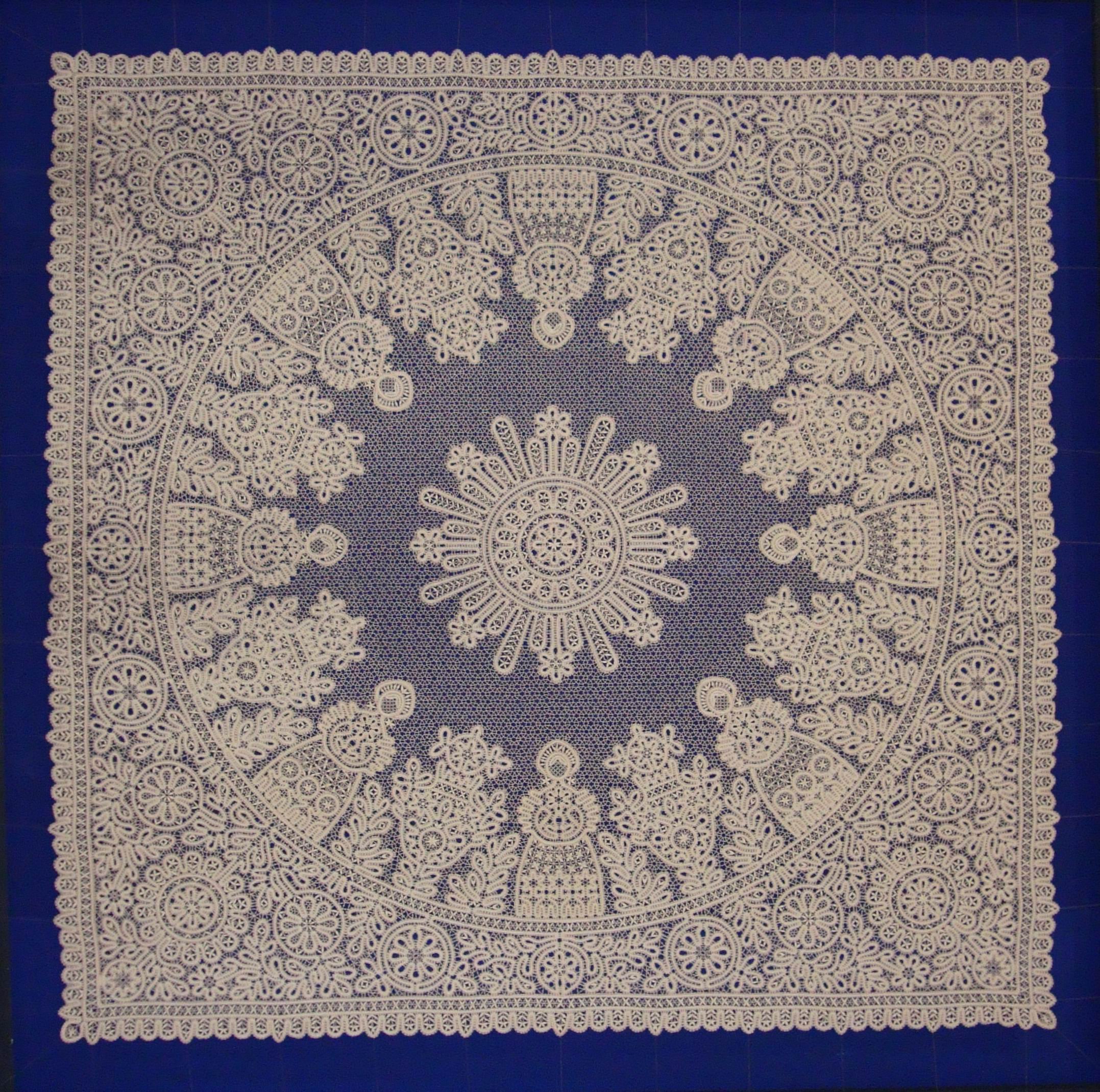
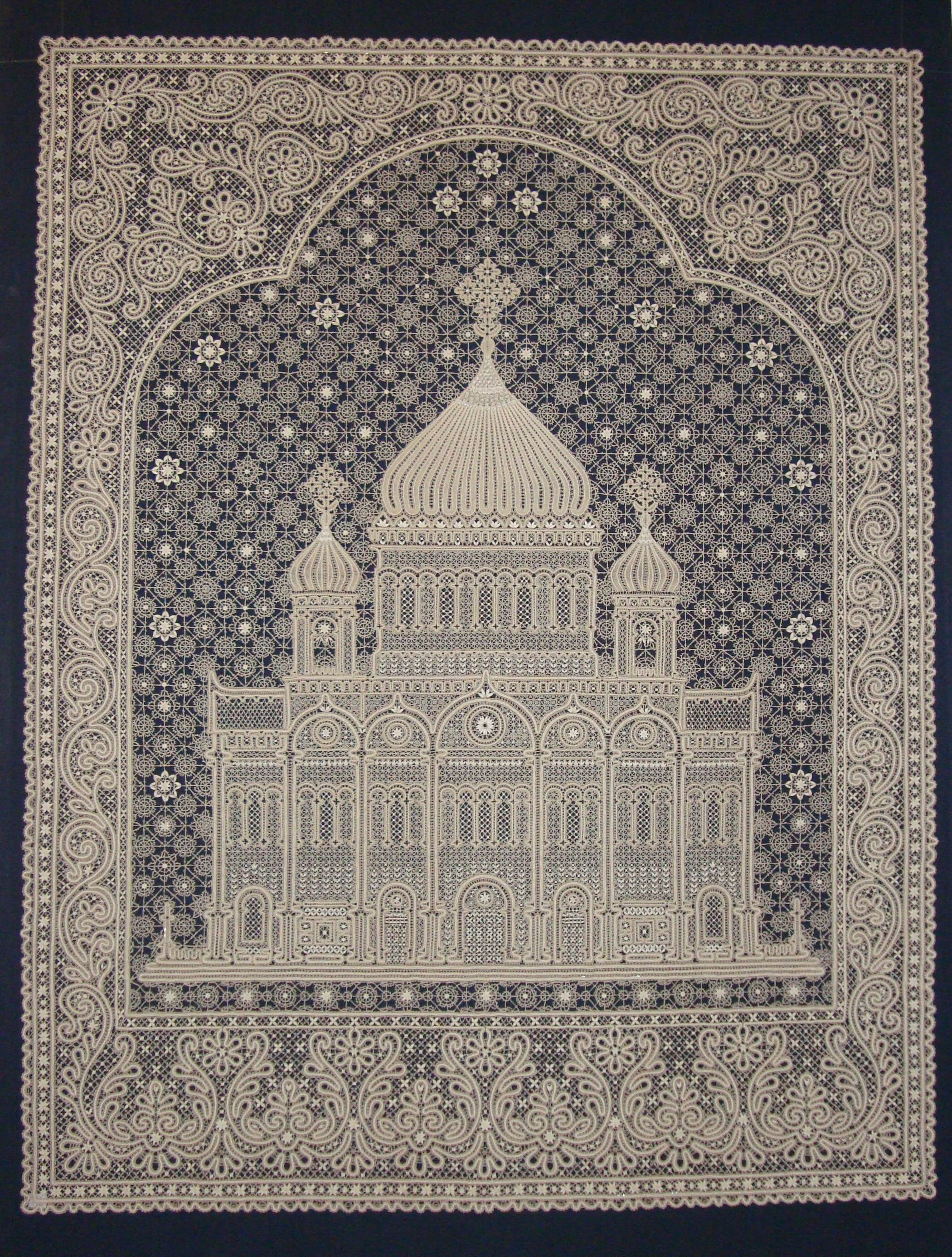
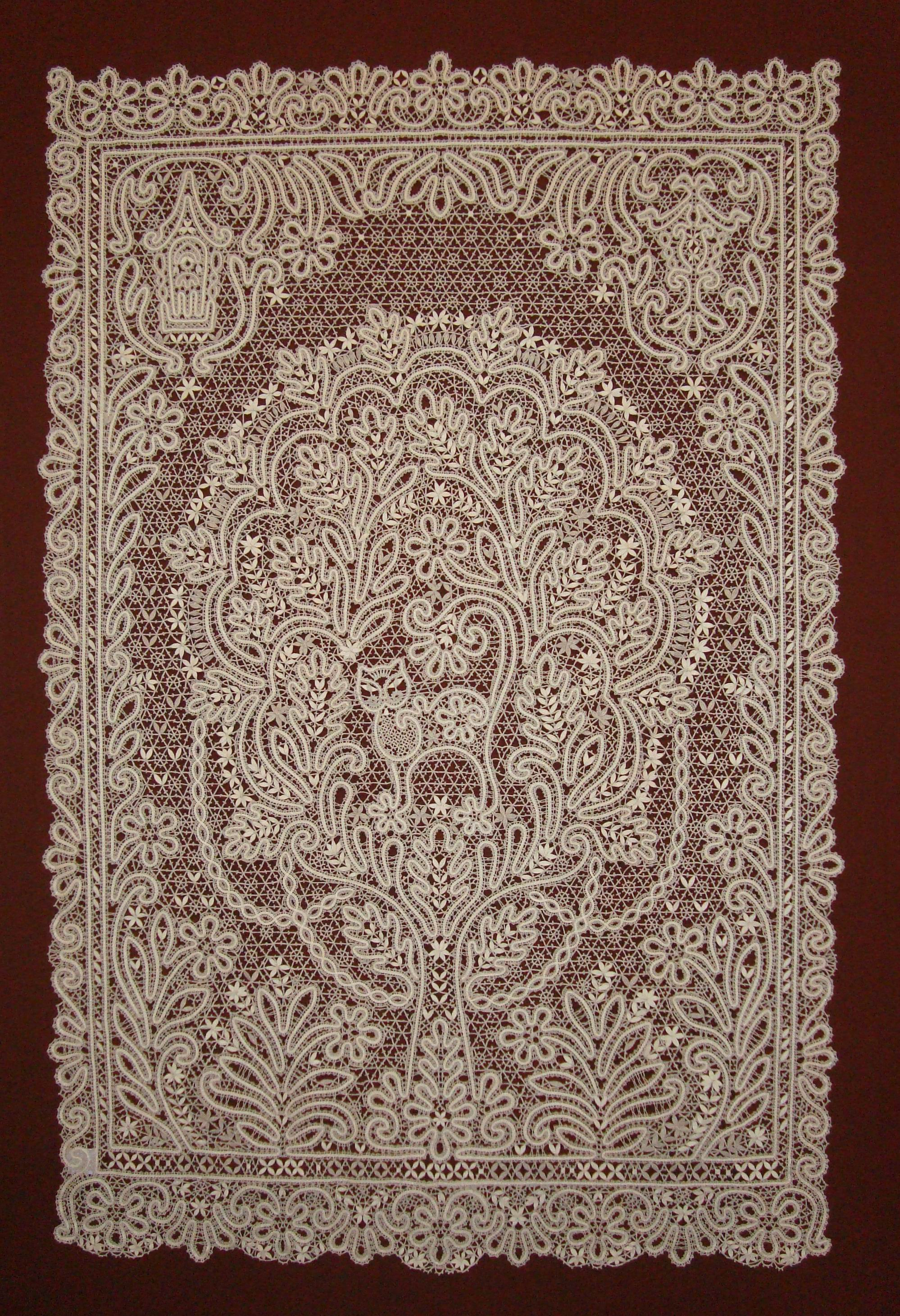